# Frauental an der Laßnitz
Frauental an der Laßnitz è un comune austriaco di 2 880 abitanti nel distretto di Deutschlandsberg, in Stiria; ha lo status di comune mercato (Marktgemeinde).